# رافاييل دويناس
رافاييل دويناس (بالإسبانية: Rafael Dueñas)‏ هو لاعب كرة قدم مكسيكي في مركز الهجوم، ولد في 1 أغسطس 1982 في غوادالاخارا في المكسيك. لعب مع نادي كيريتارو.